# Abd ar-Rahman III

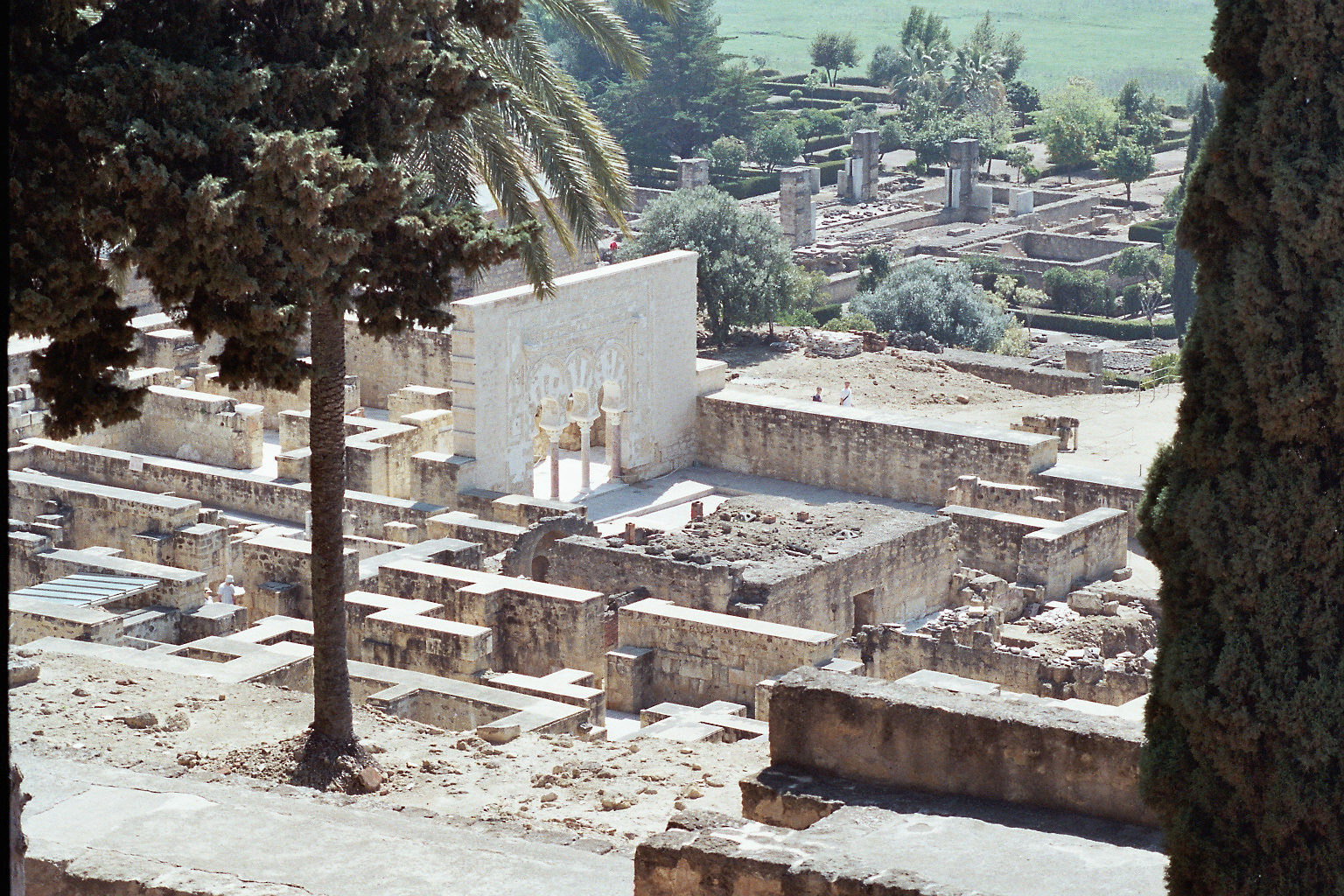
Medina Azahara

Abd ar-Rahman III an-Nasir, Abd ar-Rahman ibn Muhammad (ur. 11 stycznia 889 w Kordobie, zm. 15 października 961 w Medina Azahara) – emir Kordoby w latach 912-929, kalif Kordoby w latach 929-961; z dynastii Umajjadów kordobańskich, wnuk Abd Allaha.

## Życiorys
Początkowo nie był przewidywany na następcę tronu. Matka Abd ar-Rahmana była niewolnicą i chrześcijanką, ojciec natomiast zginął w wyniku dworskiej intrygi uknutej przez jego dziadka, która miała zapewnić tron jego stryjowi.
Przedwczesna śmierć wuja, a następnie dziadka i brak innych pretendentów otworzyła przed nim drogę do sukcesji.
Objął władzę w okresie, w którym emirat Kordoby był miastem-państwem niewiele już znaczącym w al-Andalus. W szybkim tempie odbudował jednak pozycję Umajjadów na Półwyspie Iberyjskim, odzyskując utracone w wyniku powstań i rebelii ziemie. Od 912 roku prowadził ustawiczne wojny z lokalnymi władcami muzułmańskimi i zbuntowanymi wodzami.
W 917 roku rozpoczął ekspansję w Afryce Północnej, przeciwdziałając tym samym polityce kalifów z dynastii Fatymidów w Maghrebie. Hołd złożyło mu Maroko, Melilla i Ceuta.
W 917 roku wypowiedział święta wojnę skierowaną początkowo przeciw władcy Leónu, Ordoño II, który najechał jego emirat. Z czasem zamienioną na dżihad a kital przeciw wszystkim chrześcijańskim władcom na Półwyspie Iberyjskim.
W 920 rozpoczął kampanię wojenną na północy Hiszpanii. Pokonał w bitwie pod Valdejunquera połączone siły królów Leónu i Nawarry. W 924 roku zdobył i zniszczył Nawarrę. Jego marsz na północ zatrzymała dopiero dotkliwa klęska w 939 roku w połączonych bitwach pod Simancas i Alhandegą.
W sprawach wewnętrznych emiratu był zręcznym politykiem. Odsunął od siebie arabską arystokrację, która dążyła do oligarchii w państwie. Gdy miał już pewność swojej absolutnej władzy, 16 stycznia 929 roku przyjął tytuł kalifa i nakazał wymienianie swojego imienia podczas każdej z modlitw.
W 936 roku rozpoczął wznoszenie wspaniałej rezydencji Az-Zahra. Rozbudował Kordobę i ufundował w niej uniwersytet czyniąc stolicę swego państwa jednym z najważniejszych ośrodków kulturalnych i naukowych świata.
W okresie jego rządów rozwinięta została gospodarka i rolnictwo al-Andalus. Kalif doprowadził do rozbudowy kopalń metali szlachetnych. Rozwinął w Hiszpanii produkcję broni, szkła, mosiądzu i hodowlę jedwabników.
W latach 958–960 roku interweniował w Królestwie Leónu i osadził na tamtejszym tronie Sancha I Otyłego.